# Victor Brecheret
Victor Brecheret, Vittorio Breheret de son nom de naissance, né à Farnese en Italie le 15 décembre 1894 et mort à São Paulo au Brésil le 17 décembre 1955, est un sculpteur italo-brésilien.

## Biographie

### 1894-1915 Enfance et études
Vittorio est le fils de Augusto Breheret et de Paolina Nanni. Il naît à Farnese (Italie) le 15 décembre 1894. Sa mère meurt quand il a six ans. Il est alors hébergé et élevé par la famille de son oncle maternel, Enrico Nanni, qui immigre au Brésil en 1904, avec toute sa famille. Il fait ses études au Lycée des arts et métiers à São Paulo. En 1913, il séjourne six ans à Rome (Italie) pour compléter ses études auprès d'Arturo Dazzi (1881-1966).  

### 1915-1919 Europe
En 1915, il ouvre son premier atelier à Rome. En 1916, il participe à l'exposition des  Amatori et Cultori, avec l’œuvre Despetar (Le Réveil), premier prix à l’Exposition Internationale des Beaux-Arts de Rome. En 1917, il assiste à Paris (France) aux funérailles d'Auguste Rodin.

### 1919-1936 Créations au Brésil à la naissance de l'Art Déco
Il rentre au Brésil en mars 1919. Plus tard, il déménage à Paris et alterne entre la capitale française et São Paulo jusqu'en 1936. Son atelier à Rome est utilisé par le sculpteur Ivan Mestrovic, de grande influence pour Victor Brecheret. En 1920, il crée la médaille commémorative du centenaire de l'indépendance du Brésil.En 1921, le gouvernement de São Paulo lui demande de créer un grand monument pour les pionniers du parc d'Ibirapuera. La force d'innovation de son travail suscite l'intérêt de jeunes artistes : le modernisme naît au Brésil avec la Semaine de l'art moderne en 1922 à São Paulo où Victor Brecheret expose quelques créations. En 1925, il expose à la Société des artistes français à Paris. 

### 1936-1955 Retour définitif au Brésil - Monument aux Drapeaux
En 1936, il vient en France pour fermer son atelier parisien. Simone, sa compagne française, ne veut pas le suivre au Brésil. Il rentre donc seul pour se consacrer entièrement à la création du Monumento às Bandeiras entre 1936 et 1953. Cette œuvre imposante représente un groupe de 40 personnages. Il est sculpté dans 240 blocs de granit pesant chacun environ 50 tonnes. Le monument fait 50 m de long et 16 m de haut. Il est inauguré en 1954, en même temps que le parc Ibirapuera pour les commémorations du 4ème centenaire de la ville de São Paulo.
Membre du Salon d'automne, il expose Après le bain (marbre) et Fuite en Égypte (marbre poli), au Salon des indépendants de 1929.

## Style artistique
Victor Brecheret sculpte des œuvres à caractère religieux, comme Pietá, Tête du Christ, São Francisco et São Paulo, d'autres de style mythologie classique, comme Cabeca de Itacy et Fauno. Il simplifie les traits de la figure par une stylisation géométrique préfigurant l'Art Déco.

## Œuvres
- 1914 : Pietà, bois, collection particulière de la famille Brecheret ;
- 1916 : Despertar, créée en Italie ;
- 1919 : Eva, marbre, Centre culturel, São Paulo ;
- 1921 : Musa Impassível, Pinacothèque, São Paulo ;
- 1923 : O Sepultamento, granit, tombe d'Olívia Guedes Penteado, Cimetière de la Consolation, São Paulo[10] ;
- 1923 : Tocadora de Guitarra, bronze, Musée d'Art moderne, Rio de Janeiro ;
- 1924 : Figura Feminina, marbre, collection particulière de la famille Brecheret ;
- 1924 : Porteuse de Parfum, bronze, Jardin de la Reine, annexe du Jardin du Luxembourg, Paris ;
- 1927 : Diana, a Caçadora, pierre de France, Théâtre municipal, São Paulo ;
- 1934 : O Grupo, Bibliothèque publique, La Roche-sur-Yon (France) ;
- 1938 : Renata Crespi, marbre, Musée de la maison brésilienne, São Paulo ;
- 1940 : Depois do Banho[11], bronze, Largo do Arouche, São Paulo ;
- 1940 : Anjo, bronze, Cimetière de la Consolation, São Paulo ;
- 1940 : Graça I et Graça II, bronze, MASP, São Paulo ;
- 1941 : Monumento a Duque de Caxias, bronze et granit, Place Princesse Isabelle, São Paulo[12] ;
- 1942 : Fauno, granit, Parc Siqueira Campos, São Paulo ;
- 1942 : Nu Feminino, marbre, Fondation Banco Itaú, São Paulo ;
- 1950 : Façade du Jockey Club, pierre, São Paulo ;
- 1951 : O Índio e a Suaçuapara, bronze, Musée Middelheim, Anvers, Belgique ;
- 1951 : Figura feminina, bronze, collection du Ministère de l'éducation[13], São Paulo ;
- 1953 : Monumento às Bandeiras, granit, parc d'Ibirapuera, São Paulo[14] ;
- 1954 : São Francisco, Musée Brésilien de la Culture et de l'Écologie, São Paulo[15].

## Galerie

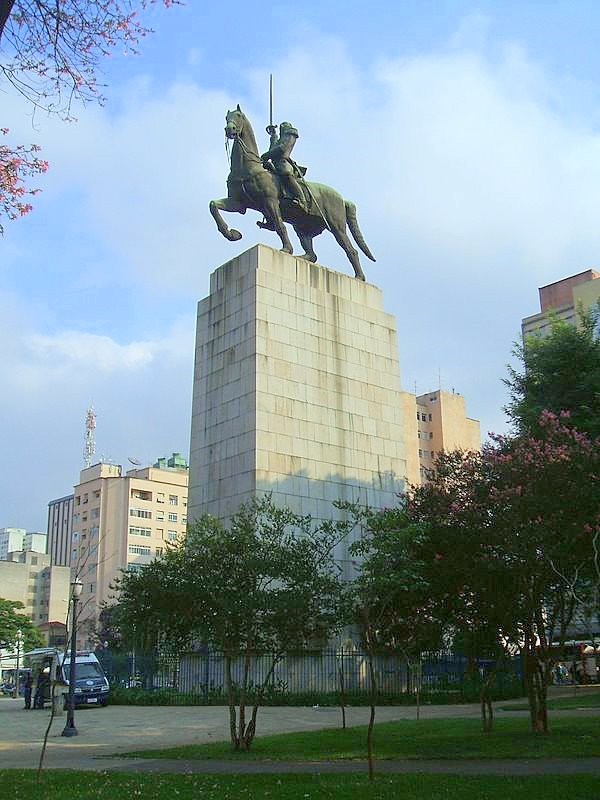
Monument du Duque de Caxias
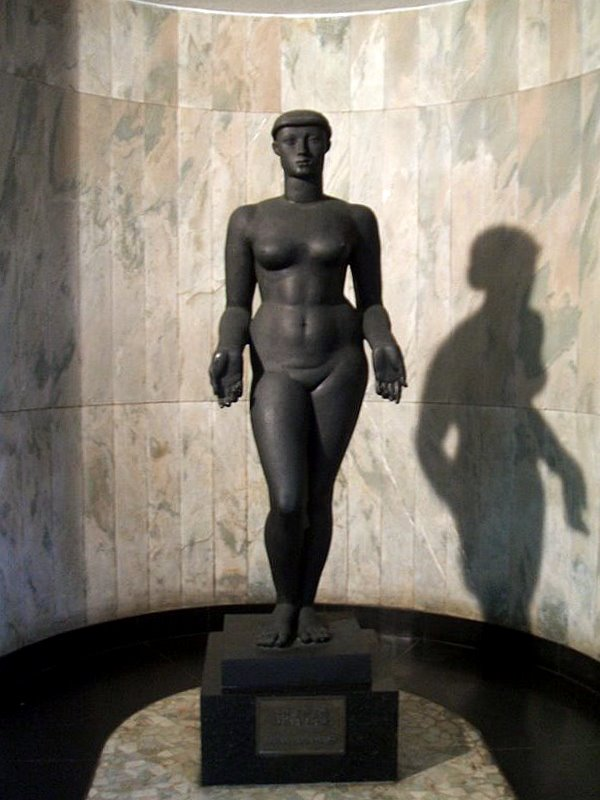
Graça
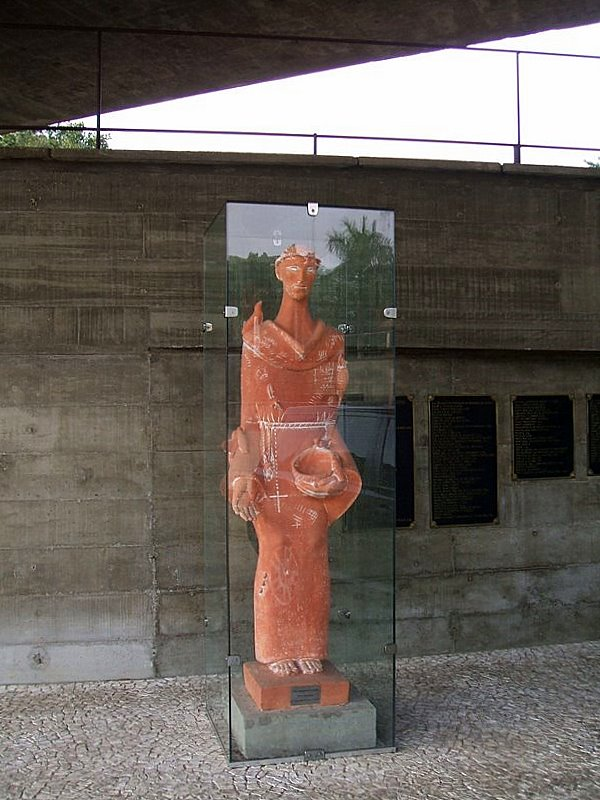
São Francisco
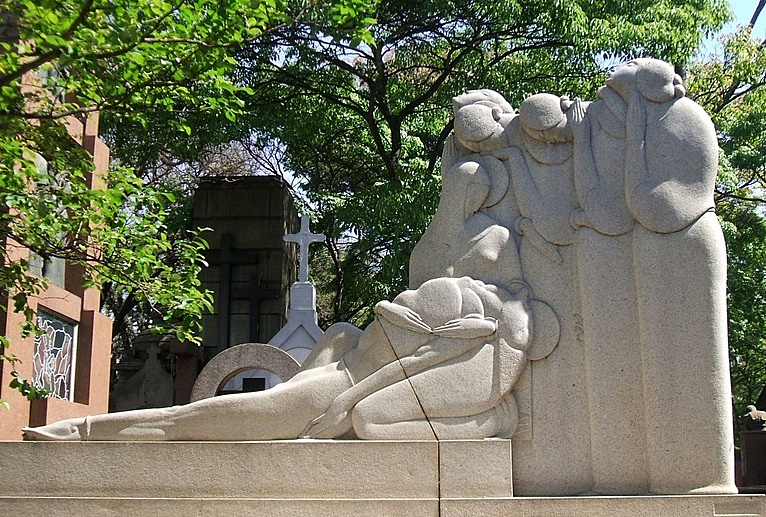
Tombe d'Olívia Guedes Penteado
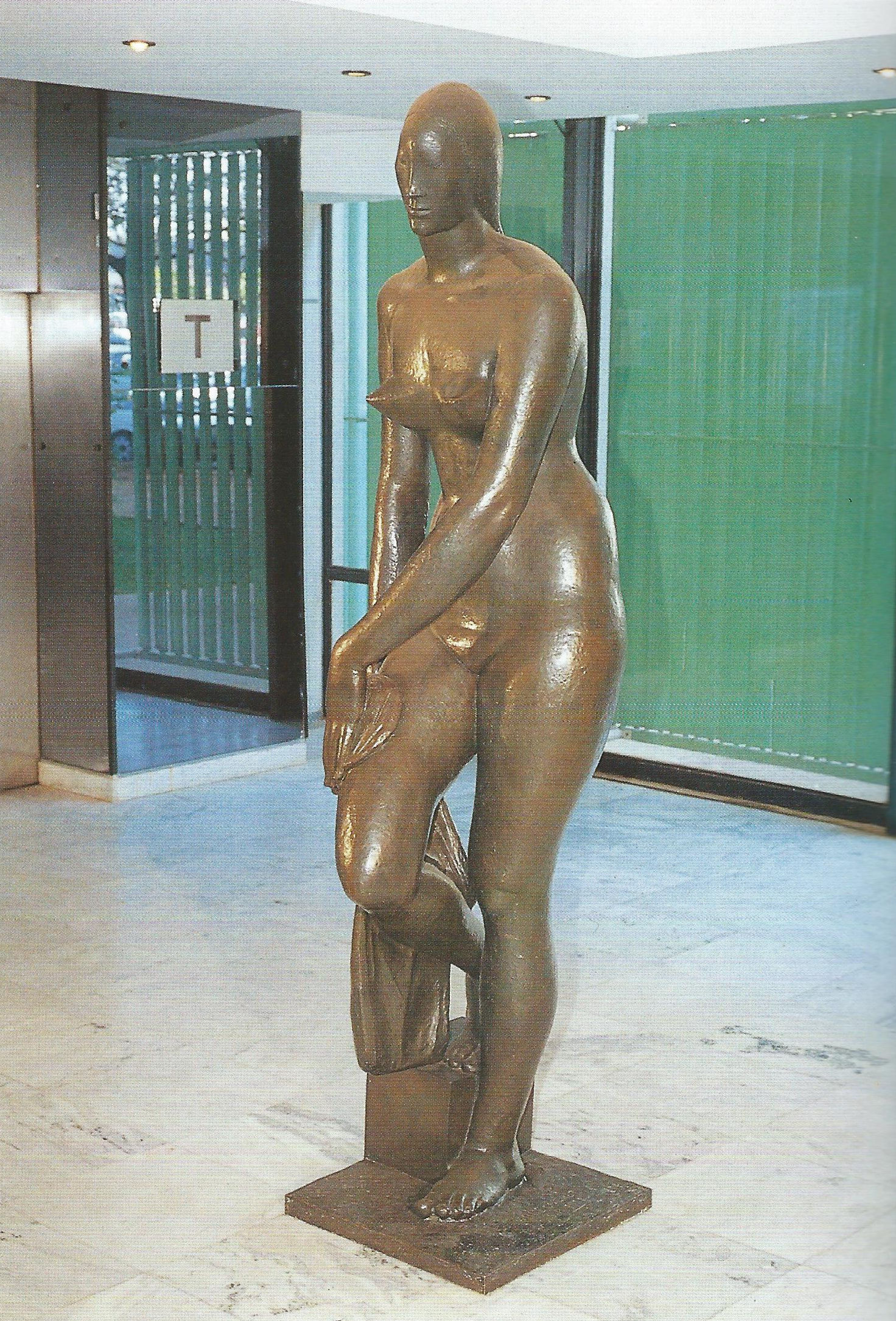
Figura feminina
Monument aux Drapeaux